# Opisthacanthus cayaporum
Espèce
Synonymes
- Metascorpiops margaritatus Toledo-Piza, 1972

Opisthacanthus cayaporum est une espèce de scorpions de la famille des Hormuridae.

## Distribution
Cette espèce est endémique du Brésil. Elle se rencontre au Pará et au Tocantins.

## Description
Le mâle décrit par Lourenço en 1987 mesure 55 mm et la femelle 65 mm.

## Étymologie
Cette espèce est nommée en l'honneur des Kayapos.

## Publication originale
- Vellard, 1932 : Scorpions. Mission scientifique au Goyaz et au Rio Araguaya. Mémoires de la Société Zoologique de France, vol. 29, no 6, p. 539-556.